# 1 Love
1 Love è una compilation registrata per beneficenza nel 2002 i cui proventi sono stati devoluti a War Child, da sempre attiva nell'aiuto alle popolazioni vittime della guerra.
L'album si pone in soluzione di continuità con Help del 1995, che aveva già fruttato 1,25 milioni di sterline. In questo caso agli artisti interessati è stato chiesto di scegliere una delle numero uno in classifica degli ultimi 50 anni.

## Tracce
1. Starsailor – All or Nothing
2. Feeder – The Power of Love
3. Sugababes – Killer
4. Muse – House of the Rising Sun
5. Stereophonics – Nothing Compares 2 U
6. Faithless & Dido – Dub Be Good to Me
7. Oasis – Merry Xmas Everybody
8. Elbow – Something in the Air
9. The Reelists – Back to Life (However Do You Want Me) (feat. Ms Dynamite)
10. Manic Street Preachers – Out of Time
11. Badly Drawn Boy – Come on Eileen (feat. Jools Holland)
12. Prodigy – Ghost Town
13. Jimmy Eat World – Firestarter
14. Darius – Pretty Flamingo
15. More Fire Crew – Dreams (feat. Gabrielle)
16. McAlmont & Butler – Back for Good